# John Andrew Chemsak
John Andrew Chemsak (Ambridge, 19 februari 1932 - Oakland, 26 augustus 2007) was een Amerikaans entomoloog.
John Chemsak werd geboren in 1932 in Ambridge, Pennsylvania in de Verenigde Staten. Tijdens zijn jeugd in de Grote Depressie verhuisde hij enkele jaren met zijn ouders terug naar zijn grootouders in Slowakije. Toen hij terugkeerde leerde hij Engels en ging studeren aan de Pennsylvania State University. Daar kwam hij in aanraking met de entomologie. De inspirerende lessen van professor S. W. Frost zorgden ervoor dat hij koos voor entomologie en in 1954 zijn B.S.-, en in 1956 zijn M.S.-graad behaalde. Chemsak ging daarna werken aan de Universiteit van Californië - Berkeley als onderzoeksassistent bij E.G. Linsley. Samen voltooiden ze de eerste 5 delen van Linsleys monografie over The Cerambycidae of North America en bleven ook daarna veel samenwerken. Ze worden ook regelmatig samen genoemd als auteur van nieuwe taxa. Chemsak had zelf ook een voorliefde voor de boktorren (Cerambycidae), hij voltooide de laatste 5 delen van het werk en publiceerde het over een periode van 1972 tot 1997. Hij verzamelde boktorren en andere insecten, voornamelijk in Mexico en Midden-Amerika. Hij publiceerde ongeveer 175 wetenschappelijke artikelen, waarin hij (met zijn co-auteurs) rond de 570 nieuwe soorten beschreef en 64 nieuwe genera en een nieuw tribus voorstelde. Er zijn 31 soorten en 2 genera naar hem vernoemd, voornamelijk boktorsoorten, maar ook een aantal wantsen, nachtvlinders en andere insecten.     
- Bibsys: 5033743
- Bibliothèque nationale de France: cb12751832r (data)
- Gemeinsame Normdatei: 1053050879
- International Standard Name Identifier: 0000 0000 8182 1046
- Library of Congress Control Number: n94084885
- Nationale Bibliotheek van Tsjechië: xx0276557
- Nederlandse Thesaurus van Auteursnamen: 149186800
- Système universitaire de documentation: 069026033
- Virtual International Authority File: 114058402
- WorldCat: E39PBJr3B9wYjcQR8pHb3mqfbd